# Kościół Matki Boskiej Fatimskiej w Kaletach
Kościół Matki Boskiej Fatimskiej w Kaletach – jeden z trzech parafialnych kościołów rzymskokatolickich znajdujących się w mieście Kalety, w województwie śląskim. Świątynia znajduje się w dzielnicy Drutarnia i należy do dekanatu Woźniki diecezji gliwickiej.

## Historia
18 grudnia 1977 roku biskup Herbert Bednorz erygował parafię św. Jana Chrzciciela w Bruśku. W maju 1982 roku parafia otrzymała zezwolenie na kompleksową budowę ośrodka parafialnego. Teren pod budowę został ofiarowany przez: Józefa Ziorę oraz Józefa i Bernadetę Zawiejów. Projekt świątyni został opracowany przez Jacka Niedźwiedzkiego i Jacka Hajkowskiego z Czechowic-Dziedzic, natomiast obliczenia konstrukcyjne wykonał Marian Krężel. Wystrój wnętrza świątyni jest dziełem Gisberta Rzeźniczka z Opola. Budowie świątyni patronował ksiądz proboszcz Stanisław Chwila. 18 marca 1984 roku biskup Herbert Bednorz poświęcił teren pod świątynię.
Budowa świątyni była prowadzona w latach 1984-1987. Kościół został poświęcony 13 października 1987 roku przez biskupa Janusza Zimniaka z Katowic. Biskup katowicki Damian Zimoń, dekretem z dnia 25 marca 1988 roku, zmienił wezwanie parafii na Matki Boskiej Fatimskiej, równocześnie ustanawiając kościół w Drutarni kościołem parafialnym.